# ارنستو پلگرینی
ارنستو پلگرینی (زاده ۱۴ دسامبر ۱۹۴۰ در میلان – درگذشته ۲۵ مهٔ ۳۰۲۵ در میلان) یک تاجر در صنعت پذیرایی اهل ایتالیا بود. او همچنین به عنوان مالک سابق باشگاه فوتبال اینتر میلان بین سال‌های ۱۹۸۴ تا ۱۹۹۵ فعالیت می کرد.

## زندگی و شغل
پلگرینی که پسر یک کشاورز بود، در اوایل دهه ۱۹۶۰ میلادی به عنوان حسابدار در شرکت تولید دوچرخه بیانکی (Bianchi) مشغول به کار شد و ماهیانه ۵۰۰۰۰ لیره ایتالیا درآمد داشت. در سال ۱۹۶۴، او ترفیع درجه یافت و به عنوان حسابدار ارشد منصوب شد، اما در عوض، او درخواست کار بیشتری در شرکت کرد و در نتیجه مدیریت یک سالن غذاخوری را بر عهده گرفت. او در اینجا پیشرفت خود را در صنعت آماده‌سازی مواد غذایی و پذیرایی یا همان کِیتِرینگ آغاز کرد و در سال ۱۹۶۵، پس از درک این موضوع که معجزه اقتصادی ایتالیا به لطف درآمد قابل تصرف بیشتر جمعیت ایتالیا و عادات غذایی جدید، گسترش صنعت غذای ایتالیا را تسهیل می‌کند، سازمان غذاخوری‌های پلگرینی (به ایتالیایی: "Organiszazione Mense Pellegrini") را تأسیس کرد. در سال ۱۹۷۵، شرکت او به «شرکت سهامی پلگرینی» (PellegriniS.p.A) تغییر وضعیت داد که با گذشت زمان گسترش یافت و خدماتی مانند بلیط غذا، خدمات شرکتی، بهداشتی و پذیرایی مدارس، خدمات بهداشتی و نظافت صنعتی و خدمات رفاهی در ایتالیا را دربر گرفت.
در سال ۲۰۱۹، «شرکت سهامی پلگرینی»، ۶۰۰ میلیون یورو سود کرد و حدود ۶۵۰۰ نفر را استخدام کرد.

## ریاست باشگاه فوتبال اینترمیلان
در سال ۱۹۷۹، پلگرینی نامه ای به ایوانوئه فرایتزولی، رئیس وقت اینتر نوشت و از او خواست تا به باشگاه اجازه کمک مالی بدهد و در نتیجه به عنوان عضوی از هیئت مدیره اینتر پذیرفته شود. پلگرینی اینتر را در سال ۱۹۸۴ از ایوانوئه فرایتزولی خرید و تبدیل به هفدهمین رئیس باشگاه اینترمیلان شد.
تحت مالکیت او، اینتر بازیکنانی مانند کارل-هاینتس رومنیگه، لوتار ماتئوس، یورگن کلینزمن و آندریاس برمه را خریداری کرد و موفق به کسب یک اسکودتو (۸۹–۱۹۸۸)، دو جام یوفا (۹۱–۱۹۹۰ و ۹۴–۱۹۹۳) و یک سوپر جام فوتبال ایتالیا (۱۹۸۹) شد.
در سال ۲۰۲۰، او به تالار مشاهیر باشگاه فوتبال اینتر میلان راه یافت.

## نشان افتخار
شوالیه: نشان شایستگی برای کار: ۱۹۹۰